# Liste des événements Thunderdome
Pour les articles homonymes, voir Thunderdome (homonymie).
Cet article recense les événements Thunderdome, un festival néerlandais de techno hardcore. Pour les compilations, voir la liste des compilations Thunderdome.

## Histoire
Le tout premier événement d'ID&T est organisé le 20 juin 1992 sous le nom de The Final Exam à Utrecht aux Pays-Bas. Dès lors, les soirées s'organisent à un rythme soutenu pour un total de quelque 63 « events » qui se sont déroulés tout autour du monde.
Après le coup d'arrêt reçu par Thunderdome en 2000, ID&T relance doucement la machine. Pour les années 2000, l'événement est organisé de manière régulière, alternant une ou deux présences lors de festivals en plein air durant l'été, et un événement Thunderdome en hiver. Cette nouvelle périodicité débute en 2001, où Thunderdome, après une participation au Nature One en août, le premier événement « nouvelle formule » a lieu au Heineken Music hall, le 25 août, accompagné d'un message très clair sur les flyers et sur le site internet : les néonazis et autres extrémistes, à l'origine de l'échec de Thunderdome '98, seront exclus de la soirée.
À partir de 2010, le rythme se calme de nouveau. Deux participations aux événements en plein-air de Nature One et du Qontinent — douze ans après le dernier passage du festival en Belgique, ce fois-cis au sein d'un événement Q-dance — et un événement en propre au Jaarbeurs d'Utrecht se déroulent dans un contexte de relatif reflux de la deuxième vague gabber. Les soirées alternent des programmations industrial, early et hardcore, et le thème de décembre, Breaking Barriers, vise à faire « tomber les cloisons » entre ces différents styles. En 2011, comme en 2010, Thunderdome est présent en août lors des événements en plein-air Nature One et The Qontinent. Pour la soirée annuelle de décembre, ID&T réalise une importante campagne publicitaire. De nombreux petits spots sont diffusés via YouTube, mettant en scène les têtes d'affiche de la soirée — Kasparov, Promo et D-Passion, Negative A et Unexist, Partyraiser, Neophyte et Tha Playah, Art of Fighters, Korsakoff, Nosferatu et Endymion — accueillis dans un hôtel glauque par le room service assuré par MC Ruffian… ID&T a cette fois-là fortement travaillé la mise en scène et l'ambiance avant même la soirée. Citant le rappeur américain Nas, « Sleep is the cousin of death », ID&T propose donc ce soir-là une inquiétante soirée, baptisée Toxic Hotel. ID&T décide finalement en 2012 de mettre fin au concept et la direction justifie sa décision en arguant de ce que « la passion n'y est plus ».
Pour ses 25 ans d'existence, Thunderdome revient en 2017, et continue d'être organisé depuis cette date. L'édition de 2019 accueille une affluence record, avec 50 000 participants. L'édition 2023 démarre en ouverture avec la star montante de la scène hardcore française, Hysta, devant plus de 50 000 visiteurs. À la fin de cette édition 2023, Thunderdome annonce son retour en Belgique.

## Lieux

### Pays-Bas
| Date             | Lieux                                         | Nom                                                        | Participants | Affluence                                                               | Réfs   |
| ---------------- | --------------------------------------------- | ---------------------------------------------------------- | --- | ----------------------------------------------------------------------- | ------ |
| 20 juin 1992     | Jaarbeurs, Utrecht                            | The Final Exam                                             | Jaydee, Per, Buzz Fuzz, Gizmo, Dano | Entre 11 000 et 15 000 (pour 20 000 places)                             | ,      |
| 3 octobre 1992   | Patinoire du Thialf, Heerenveen               | The Thunder Dome                                           | Weirdo, The Dreamteam (Buzz Fuzz, Gizmo, Dano, The Prophet) | 10 000 (pour 30 000 places)                                             | [ 19 ] |
| 13 février 1993  | Frieslandhallen, Leeuwarden                   | The Thunder Dome II                                        | Weirdo, The Dreamteam (Buzz Fuzz, Gizmo, Dano, The Prophet) | Plus de 9 000 (pour 10 000 places)                                      | [ 21 ] |
| 13 mars 1993     | Statenhal, La Haye                            | Thunderdome III                                            | Weirdo, The Dreamteam (Buzz Fuzz, Gizmo, Dano, The Prophet) DJ Rob, The Darkraver | À guichet fermé                                                         | [ 22 ] |
| 3 avril 1993     | Thialf, Heerenveen                            | The Thunder Dome IV                                        | Bass-D, Human Resource (live), Ozonic, Simstim (live), The Dreamteam (live), The Fly, Weirdo | –                                                                       | [ 23 ] |
| 8 mai 1993       | Martinihal, Groningue                         | Thunderdome V - The Final Thunderdome                      | The Dreamteam (live), Pagan, Simstim (live), The Dreamteam (live), The Fly, Weirdo | –                                                                       | [ 24 ] |
| 9 octobre 1993   | Martinihal, Groningue                         | ID&T - The Place To Be (Thunderdome VI)                    | Planet Jupiter (scène hardcore) : Weirdo & Pila, The Prophet, Bonzai Classic Trax (live), DJ Tobias, Simstim (live), DJ Hell, Marnix-B, Gizmo, Buzz Fuzz Planet Venus (mellow & club) : Rose, Eva, Steve Cop, Stacey Pullen, Derrick May Afterparty : Weirdo & Pila, Dark Raver, Dano | –                                                                       | [ 25 ] |
| 27 novembre 1993 | Jaarbeurs, Utrecht                            | Thunderdome '93                                            | The Thundertruck (camion sound-system dans les rues d'Utrecht avant la soirée : Weirdo & The Darkraver Soirée : Buzz Fuzz, Chosen Few, Dano (par satellite depuis Munich), Dark Raver, Gizmo, Insider, Joey Beltram ; live : High Energy, Paul Elstak, Per, Rob, Simstim, The Dreamteam, The Groove Rider, The Prophet, Weirdo & Pila | 20 000 visiteurs, à guichet fermé (30 000 places annoncés par le flyer) | [ 20 ] |
| 24-26 juin 1994  | Maasvlakte, port de Rotterdam                 | Thunderdome @ Mystery Land                                 | Nuit du 24 au 25 : Flamman, Weirdo, Charly Lownoise & Mental Theo, 3 Steps Ahead (live), Rob, Simstim, Gizmo Nuit du 25 au 26 : Pila, The Euromasters (live), Paul Elstak, Neophyte (live), The Prophet, Buzz Fuzz, The Dreamteam (live), Dano, Weirdo, Dark Raver | (40 000 places)                                                         | [ 26 ] |
| 29 avril 1995    | Fun Factory, Zaandam                          | Thunderdome meets Multigroove                              | Dano, Darren Kelly, Dark Raver, Gino, Critical Mass (live), Public Domain (live), Neuv, Paul Elstak, Petrov, Sim, Spider Willem, Waxweazle, Weirdo | (4 000 places)                                                          | [ 27 ] |
| 26 août 1995     | Sporthallen Zuid, Amsterdam                   | Digital Overdose - 95 / Hall 1: Thunderdome vs. Hellraiser | Scène Hellraiser : Dano, Darren Jay, Digger, Ultra Violence, Ellis Dee, Neophyte, Rob, Technohead Scène Thunderdome : Prophet/Weirdo, Public Domain, Buzz Fuzz, Bass-D and King Matthew, Darkraver, Gizmo | –                                                                       | [ 28 ] |
| 20 avril 1996    | Fec Expo, Leeuwarden                          | Thunderdome '96 - « Dance or Die! »                        | Rave Yard : Hardcor, E-Rick & Tactic, Delirium, Dano, Lady Dana, Uzi & Da Mouth of Madness, Bass-D & King Matthew (live), The Prophet, Waxweazle DJ Team & MC Drokz, 3 Steps Ahead (live), Weirdo, Neophyte (live), Buzz Fuzz, The Darkraver, 50 % of The Dreamteam, Gizmo | –                                                                       | [ 29 ] |
| 20 juin 1996     | Jaarbeurs, Utrecht                            | Thunderdome @ Myster Land '96                              | Buzz Fuzz, Dano, Dark Raver, Franky Jones, Gizmo, Lady Dana, 3 Steps Ahead (live), Evil Force (live), Tails & Noizer (live), Bass-D & King Matthew (live), The Prophet, Waxweazle DJ Team & MC Drokz, Weirdo | (complet)                                                               | [ 30 ] |
| 4 juillet 1997   | Recreatieterrein, Bussloo                     | Thunderdome @ Mystery Land '97                             | Mystery zone 1 - Thunderdome: Mike Oh´ Man, Weirdo, Bass-D & King Matthew, Rijnmond Terrorist (live), Uzi & Da Mouth of Madness, The Horrorist (live), Buzz Fuzz, Wap Squad (live), Gizmo, Rotterdam Terror Corps (live), The Dark Raver | 25 000                                                                  | [ 31 ] |
| 29 novembre 1997 | Expo Center, Hengelo                          | Thunderdome '97 - The Eastern Edition                      | Akira, Buzz Fuzz, Chainsaw, Cixx vs. The Vinyl Junk, Dark Raver, E-Rick, Gizmo, Hellraver, Neophyte (live), Marc Acardipane (live), Pavo, Petrov, Promo, RAF, Rob & MC Joe, Rob Gee (live), Unity, Uzi & Da Mouth of Madness, Vendetta, X-ess | (20 000 places)                                                         | [ 32 ] |
| 27 mars 1998     | Peppermill, Heerlen                           | Thunderdome on Tour vs. Raving Nightmare                   | Scène 1 : Dano, Darren Kelly, Lady Dana, PCP, Raverunner, DJ Rob & MC Joe, 3 Steps Ahead (live) Scène 2 : Chuck, Darkraver, Stanton, Unity | –                                                                       | [ 33 ] |
| 4 juillet 1998   | Recreatieterrein Lingebos                     | Thunderdome @ Mystery Land '98                             | Panic, Waxweazle & The Mouth of Madness, The Prophet, 3 Steps Ahead (live), Boris Valeo, The Masochist (live), DJ Promo, Neophyte (live), Buzz Fuzz, Gizmo, MC Hype, PCP feat. Da TMC, Rob Gee (live) | 12 000 places (25 000 entrées)                                          | [ 34 ] |
| 5 septembre 1998 | Sporthallen-Zuid, Amsterdam                   | Digital Overdose - 98 / Hall 1: Thunderdome vs. Hellraiser | Baas, Dark Raver, G-Town Madness (live), Gizmo, Lady Dana, Leviathan (live), Pavo, T-Wisted, The Masochist | –                                                                       | [ 35 ] |
| 28 novembre 1998 | Fec Expo, Leeuwarden                          | Thunderdome '98                                            | HALL 1: THUNDERDOME - Animation : MC Hype ; X-ess, Prophet, 3 Steps Ahead (live), Uzi & Da Mouth of Madness, PCP, Thunderdome All Star Team, Ruffneck & The Mouth of Madness, Neophyte (live), Rotterdam Terror Corps (live), Gizmo & The Dark Raver HALL 2: OLD SKOOL/NEW SKOOL - E-Rick & Tactic, Isaac, Bass-D & King Matthew, Paul Elstak, Darien Kelly, Pavo HALL 3: HARDCORE/TERROR - Animation par MC Drokz, Lady Dana, Drokz & MC Metal D, Tellurian (live), Dano, Shadowlands Terrorist (live), Reanimator HALL 4: TALENTED ROOM-DJ.CONTEST (concours de djing) - Edwin, Crazy, Likwit, Elling, Sketler (vainqueur du concours), Nolt, Sebass | 25 000 (à guichet fermé)                                                | [ 36 ] |
| 2 octobre 1999   | Thialf, Heerenveen                            | Thunderdome '99                                            | Buzz Fuzz feat. Pavo, Leviathan feat. Cyberzone II, 3 Steps Ahead (live), Neophyte (live), Marc Acardipane & DA TMC, MC Hype, Miro, Promo & X-ess, Randy, The Prophet | 15 000 (25 000 places)                                                  | [ 37 ] |
| 22 juillet 2000  | Vechtsebanen, Utrecht                         | Hardcore Ressurection                                      | – | –                                                                       | [ 39 ] |
| 25 août 2001     | Heineken Music Hall, Amsterdam                | Thunderdome 2001 - Step into the Darkness                  | SOCIETY MALFUNCTION NO.1 : Niel, Buzz Fuzz, Catscan (live), The DJ Producer VS. Simon Underground, DJ Promo, Armageddon Project, Placid K, Manu Le Malin, Dutch Acid Federation (live) | 7 000                                                                   | [ 8 ]  |
| 12 octobre 2002  | RAI, Amsterdam                                | Thunderdome - A Decade                                     | AREA 1 : 1992 - 1997 - Randstadhal : Dano, Weirdo, DJ Flamman, The Prophet, Gizmo, Dark Raver, Pavo, Rotterdam Terror Corps (live), Rob & MC Joe, X-ess, Leviathan (live), Buzz Fuzz, Rob Gee (live) AREA 2 : 1997 - 2002 - Hollandhal : Delirium, Lenny Dee, The Horrorist, Bass-D & King Matthew, Endymion, Outblast (live), G-Town Madness (live), Vince, Marc Acardipane, 3 Steps Ahead tribute, Promo, Catscan, Dana, The Stunned Guys (live) | 15 000 (à guichet fermé)                                                | [ 40 ] |
| 25 octobre 2003  | Jaarbeurs, Utrecht                            | Thunderdome 2ndGEN                                         | DJ Rob & Dano, Manu Le Malin, Promo (live), Nosferatu, DJ Vince, Lethal Insanity (live), DJ Neophyte, Catscan & Outblast | Entre 15 000 et 20 000 (à guichet fermé)                                | [ 41 ] |
| 4 décembre 2004  | Jaarbeurs, Utrecht                            | Thunderdome - Malice to Society                            | AREA.01 : Sceletor, Korsakoff, DJ the Producer vs. Manu le Malin, Ophidian, Paul Elstak, Unexist, Catscan (live), Vince, DJ Promo, The Vizitor, Outblast AREA.02 : Manga vs. T-Man, Dano, 105 Kilo Maarten feat. Deimos, Angels of Darkness (live), DJ Baas vs. X-ess feat. Negative A, Placid K., Buzz Fuzz, The Rapist feat. Lenny Dee, Smurf | 28 000 (25 000 places)                                                  | ,      |
| 7 juillet 2005   | Recreatiepark Het Rutbeek, Enschede           | Thunderdome @ Dominator                                    | Armageddon Project, Art of Fighters, Daisy, Delta 9, Endymion, Evil Activities, Manga, Noize Suppressor, Placid K, Re-Style, Sceletor, The Stunned Guys, Vince | –                                                                       | [ 44 ] |
| 3 décembre 2005  | Jaarbeurs, Utrecht                            | Thunderdome 2005 - Fuck You!                               | Room.one // visions // the capital mindfuck : Manga vs. Cremator, Meagashira, G-Town Madness, Endymion, Daisy, Dr. Macabre, Base Alert, Simon Underground, Noize Suppressor, Dr. Rude, Tommyknocker, Partyraiser, Tieum, Nosferatu Room.two // memories // don't act surprised, you knew we were coming : Petrov, The Prophet, Rob & MC Joe, Public Domain, Waxweazle, Rob Gee, Uzi & Da Mouth of Madness, Isaac vs. The Viper, Buzz Fuzz vs. Gizmo, Chosen Few | –                                                                       | [ 45 ] |
| 2 décembre 2006  | Jaarbeurs, Utrecht                            | Thunderdome - Black is Blood that Runs Through Our Veins   | Scène 001 // Digital Warfare // show your inner core : Obscurity, Mindustries, Hamunaptra, Nosferatu, Promo, Meccano Twins, The DJ Producer, Ophidian vs. Synapse, Outblast, The Viper vs. Tommyknocker Scène 002 // Black science // combined cultures : Dr Rude, Uzi, Rob & MC Joe, Vinyl Junk vs. Cixx, Shadowlands Terrorist (live), Jappo vs. Lancinhouse, D-Passion, T-Junction, The Outside Agency, Akira | –                                                                       | [ 46 ] |
| 25 août 2007     | Ancien terrain de la Floriade, Haarlemmermeer | Thunderdome @ Mystery Land 2007                            | Adnoctum & Dios, Uzi, Obscurity, AXN vs. Up-Skillz, Chosen Few, Angerfist, T-Junction, Mindustries vs. The Outside Agency (live), DaY-már vs. Negative A, Alex B vs. D-Passion, Akira | –                                                                       | [ 47 ] |
| 15 décembre 2007 | RAI, Amsterdam                                | Thunderdome XV - 15 Years of Hardcore                      | The Future : Ophidian, Catscan, DaY-Már, Promo & MC Drokz, D-Passion, Nosferatu, The Outside Agency, The DJ Producer, Unexist The Present : T-Junction vs. Osiris, Dione, Outblast, The Stunned Guys, Evil Activities, Negative A, Noize Suppressor (live), Endymion, Tommyknocker The Past : Rob & MC Joe, Weirdo, Waxweazle, The Prophet, Buzz Fuzz vs. Gizmo, Dano, Chosen Few, Lady Dana, Darkraver & Vince | Plus de 20 000                                                          | [ 48 ] |
| 24 mai 2008      | Heineken Music Hall, Amsterdam                | Thunderdome - Payback Time                                 | Blackbox : Tha Playah, Meccano Twins, Promo, Mad Dog, Endymion, Nosferatu, D-Passion, Unexist Lounge : Daniela Haverbeck, Mindustries, Enzyme X, Broken Rules, Synapse & Sei2ure (live), The DJ Producer, Hellfish, Tymon | –                                                                       | [ 49 ] |
| 20 décembre 2008 | Jaarbeurs, Utrecht                            | Thunderdome 2008                                           | Beuken : DaY-Már, Negative A, Tymon, Enzyme X, Manu Le Malin, The Outside Agency vs. MC Entro, Radium, Hellfish Zagen : Weapon X, Meccano Twins, Evil Activities, Nosferatu vs. Endymion (live), Mad Dog, D-Passion, Noize Suppressor (live), Vince vs. Predator, Promo Hakken : Stanton, Bass-D, Chosen Few, G-Town Madness (live), DJ Neophyte, PCP, Ruffneck vs. Gangsta Alliance, Shadowlands Terrorist (live), Jappo, Drokz | 18 000                                                                  | [ 50 ] |
| 23 mai 2009      | Heineken Music Hall, Amsterdam                | Thunderdome - Fight Night                                  | Boxing :D-Passion vs. Ophidian, Vince vs. Nosferatu, Endymion live vs. Art of Fighters live, Evil Activities vs. Tommyknocker, DaY-már vs. Unexist Cagefight : Mez live vs. Torsion live, The Outside Agency vs. Mindustries, Skeeta vs. Fracture 4, Radium vs. Drokz | –                                                                       | [ 51 ] |
| 7 juillet 2009   | E3 strand, Eersel                             | Thunderdome @ Dominator 2009                               | The Menace, Terminal & Vavaculo, Mercenary, Sceletor, Recype | –                                                                       | [ 52 ] |
| 29 août 2009     | Ancien terrain de la Floriade, Haarlemmermeer | Thunderdome @ Mystery Land 2009                            | Mez (live), Torsion (live), Mental Wreckage, Tymon, Stormtrooper, Matt Green, Bong-Ra, Coffeecore | –                                                                       | [ 53 ] |
| 19 décembre 2009 | Jaarbeurs, Utrecht                            | Thunderdome - Alles naar de kl#te                          | Hedendaagse Slooppartij : Nexes, Anime, Evil Activities vs. Tha Playah, Mad Dog vs. Nosferatu, Partyraiser, Endymion vs. Noize Suppressor (live), Negative A vs. DaY-már, Promo, Neophyte vs. Drokz (live) Ouderwets Slopen : Gizmo, Leviathan, Panic vs. Stanton, Chosen Few, Ruffneck, Claudio Lancinhouse, Vince Toekomstig Sloopwerk : Simon Underground, Meagashira, Obscurity, Tieum, The Outside Agency, Tymon, Stormtrooper, Unexist, Drokz | –                                                                       | [ 54 ] |
| 18 décembre 2010 | Jaarbeurs, Utrecht                            | Breaking Barriers                                          | Industrial X Barrier, Obscurity, Mobius, Meagashira, Counterfeit Breaks X Barrier : Thrasher, Gomes, Traffik, The Outside Agency Main X Barrier : J-Roon & Kosmix, E-Ruption, Terminal & Vavaculo, Kasparov Hardcore X Barrier : Recype, Radium, Sequence & Ominous | –                                                                       | [ 11 ] |
| 17 décembre 2011 | Jaarbeurs, Utrecht                            | Thunderdome - Toxic Hotel                                  | Kasparov, Tha Playah, Korsakoff, Endymion, Nosferatu, Art of Fighters, Negative A, Unexist, Partyraiser hardcore, D-Passion, Promo, MC Ruffian | –                                                                       | [ 14 ] |
| 15 décembre 2012 | RAI, Amsterdam                                | Thunderdome XX - The Final Exam                            | The Thunder Dome - Scène principale : Neophyte Records Allstars, Endymion, Partyraiser, Noize Suppressor (live), Drokz & Day-Mar, Traxtorm Gandstaz Allied (live), Promo & D-Passion, Nosferatu vs. Tommyknocker, Unexist & Negative-A, Bass-D & The Viper, Terminal & Vavaculo Global Hardcore Nation : Neophyte (live), Promo, The Prophet, PCP (live), The Darkraver, Buzz Fuzz, The Stunned Guys, Gizmo, Shadowland Terrorists (live), Waxweazle, Uzi, Mental Theo, Lenny Dee & Rob Gee, Pavo & Leviathan, Dano The Industrial Dome : The Sickest Squad, The Outside Agency & The DJ Producer, Ophidian, Tieum, Thrasher vs. Limewax, Lowroller, Dither, N!ck & Red Faction The Frenchcore Dome : The Speed Freak, Radium, Randy, Sandy Warez, Dr. Peacock, J-Roon & Kosmix, Enthorine The Tunnel of Terror : Drokz, Akira, Noisekick, The Destroyer (live), SRB, The Vizitor The Thundergods - Early hardcore : Dano, The Prophet, Buzz Fuzz & Champ-E-On, Gizmo & The Darkraver, Flamman & Abraxas, Weirdo, Voutloos, The Raver & Manga & Humanoise | 23 500                                                                  | ,      |
| 26-27 août 2017  | Floriade - Haarlemmermeer                     | Thunderdome @ Mysteryland                                  | – | –                                                                       |        |
| 28 octobre 2017  | Jaarbeurs Utrecht                             | Thunderdome - 25 Years of Hardcore                         | Amada, Decipher, The Melodyst,: N-Vitral, Evil Activities, Max Enforcer, Korsakoff, Neophyte, Nosferatu, Alee, Tha Playah, Furyan, Noize Suppressor, Unexist, Destructive Tendencies, Dr. Peacock, Drokz, Partyraiser, Da Mouth of Madness, Ruffian, UZI, Waxweazle, The Darkraver, Vince, Marc Acardipane, Ruffneck, Bio-Forge, Leviathan, Predator, The Viper, Catscan, D-Passion, Promo, MD&A, Panic, The Stunned Guys, Art of Fighters, Bass-D, Da Mouth of Madness, Ruffian, Repix, DaY-már, Sjammienators, Lady Dammage, Tieum, Andy the Core, Scarphase, F. NøIzE, Bulletproof, Lenny Dee, The Sickest Squad, Radium, The Outside Agency, Negative, Ophidian, Dither, Tymon, Manu le Malin, The DJ Producer, Thrasher, Justice, Stinger, Mithridate Poland, Angernoizer, SRB, Striker, The Vizitor, Akira, Drokz, Goetia, Noisekick, Gizmo, Lady Dana hardcore, Dano, etc. | –                                                                       | [ 57 ] |
| 26 octobre 2019  | Jaarbeurs Utrecht                             | Thunderdome                                                | – | –                                                                       |        |
| 10 décembre 2022 | Jaarbeurs Utrecht                             | Thunderdome XXX                                            | – | –                                                                       |        |
| 9 décembre 2023  | Jaarbeurs Utrecht                             | Thunderdome - Xtreme Audio                                 | Hysta, Gridkiller, Paul Elstak, Nosferatu, Ophidian, Mad Dog, Miss K8, Dither, N-Vitral, Deadly Guns, Dr. Peacock, Partyraiser, Barber, Drokz, Da Mouth of Madness | 50 000                                                                  |        |

### Ailleurs
| Date                              | Lieux                                                   | Nom                                              | Participants | Affluence                                       | Réfs   |
| --------------------------------- | ------------------------------------------------------- | ------------------------------------------------ | --- | ----------------------------------------------- | ------ |
| 3 avril 1994                      | Belgique : Planet Hardcore Club, Termonde (Dendermonde) | Thunderdome on Tour in Belgium                   | The Prophet, DJ Dano, DJ Weirdo | –                                               | [ 58 ] |
| 16 avril 1994                     | Suisse : Stadthalle, Dietikon et aéroport de Zurich     | Thunderdome Zurich                               | Buzz Fuzz, Genlog (live), Simstim (live), Weirdo | –                                               | [ 59 ] |
| 11 juillet 1994                   | Allemagne : Kölner Sporthalle, Cologne                  | Thunderdome in Germany                           | Buzz Fuzz, Charly Lownoise and Mental Theo, Dano, Dark Raver, Neophyte, Gizmo, Hardsequencer, Hooligan, 3 Steps Ahead (live), Genlog (live), Holographic (live), Mike Oh' Man & Mc Jay Jay, MOGUAI, Pila, Simstim (live), Weirdo | –                                               | .      |
| 16 décembre 1994                  | Belgique : Extreme Club, Affligem                       | Thunderdome on Tour in Belgium                   | Bountyhunter, Buzz Fuzz, Gizmo, The Fly | –                                               | [ 61 ] |
| 13 mai 1995                       | Allemagne : Revierpark Vonderort, Oberhausen            | Thunderdome Oberhausen                           | BC Kid, Buzz Fuzz, Criminal, Dano, Franky Jones, Gizmo, Lady Dana, Lenny Dee, 3 Steps Ahead (live), Public Domain (live), The Speedfreak (live), Neophyte (live), Rob Gee, The Prophet, Weirdo | Plus de 5 000                                   | .      |
| 23 juin 1995                      | Espagne : Palau Vall D'Hebron, Barcelone                | Thunderdome                                      | – | –                                               | –      |
| 1er octobre 1995                  | Australie : Midland Railway Workshops, Perth            | Thunderdome                                      | – | –                                               | –      |
| 13 septembre 1996                 | Belgique : Club X Wuustwezel                            | Thunderdome on Tour In Belgium                   | DJ Rob, DJ Lady Dana, DJ Yves, DJ Youri, Neophyte, Bass-D and King Matthew, Darren Kelly, Uzi and MC Mouth of Madness | –                                               | [ 63 ] |
| 21 septembre 1996                 | Allemagne : Sport-und Kongresshalle, Schwerin           | Thunderdome in Germany: Dance or Die!            | Bacalla, Bass-D & King Matthew (live), Core, Don Demon, Lady Dana, 3 Steps Ahead (live), BSE-DJ Team, Tails & Noizer (live), Xol Dog 400 (live), Martin, Mike Oh´Man, Nordcore G.M.B.H., Pat-B, Piranha, Rob Gee (live), Stickhead, The Prophet, Waxweazle DJ Team and MC Drokz, X-Ess | –                                               | [ 64 ] |
| 16 novembre 1996                  | Belgique : Palais des sports d'Anvers, Anvers           | Thunderdome '96 Part 2 - Dance or Die!           | MCT, Youri, Noizer & MC Drokz, Franky Jones, Yves feat. MC Jerky, Evil Force (live), Weirdo & MC Rage, 3 Steps Ahead (live), Buzz Fuzz, Yves Feat. The Twins, Paul Elstak, Shadowlands Terrorist (live), Rob & MC Joe, Rotterdam Terror Corps, Gizmo, Bodylotion, The Dark Raver | 20 000 (complet)                                | [ 65 ] |
| 29 mars 1997                      | Belgique : Palais des sports d'Anvers, Anvers           | Thunderdome '97 - The Southern Edition           | Youri, Unity & Dione feat. MC Solomon, Darren Kelly, Vince and MC Syco (Shadowlands Rave), Yves feat. MC Jerky, Antwerp Terror Team (live), Rob Gee, 3 Steps Ahead feat. Cleopatra (live), Lady Dana, Public Domain (live), Weirdo, A.K.A, Buzz Fuzz, Bass-D and King Matthew (live), Gizmo, The Dark Raver | 20 000 (complet)                                | [ 32 ] |
| 7 mai 1997                        | Allemagne : Turbinehalle, Oberhausen                    | Thunderdome in Germany                           | Buzz Fuzz, Dano, Dark Raver, Distortion and MC Raw, Gizmo, Neophyte (live), Rotterdam Terror Corps (live), Rob & MC Joe, The Dreamteam (live), Vince, Waxweazle, Weirdo | –                                               | [ 60 ] |
| 18 octobre 1997                   | Belgique : Palais des sports d'Anvers, Anvers           | Global Hardcore Nation                           | Oldstyle : Youri, Rob & MC Joe Hardcore : Obsession, Delirium, Danger Hardcore Team (live), Weirdo, Wap Squad (live), Lady Dana, Boris Valeo, Rijnmond Terrorist (live), Marc Acardipane (live), Dr Macabre, Buzz Fuzz, 3 Steps Ahead (live), Gizmo, Rotterdam Terror Corps (live), Darien Kelly, Count Negative & MC Drokz, Yves                                                                                            | 8 000                                           | [ 66 ] |
| 7 février 1998                    | Belgique : Palais des sports d'Anvers, Anvers           | Global Hardcore Nation: The Cosmic Journey       | Vendetta, Youri, Panic, X-ess, Tim Tim, G-Town Madness (live), Ruffneck, The Stunned Guys (live), Yves, Wap Squad (live), Manu le Malin, Tellurian & MC Hype (live), Lenny Dee, Buzz Fuzz | –                                               | [ 67 ] |
| 3 août 2001                       | Allemagne : Raketenbasis Pydna, Kastellaun              | Thunderdome @ Nature One 2001                    | Baas, Catscan, D-Lusion, Dana, Kristof, LD, Niel, Panic, Partyraiser and Hardmaniacs, Pavo, T-man, The Leader, Vinyl Junk, X-ess | –                                               | [ 7 ]  |
| 2 août 2002                       | Allemagne : Raketenbasis Pydna, Kastellaun              | Thunderdome @ Nature One 2002                    | Baas, Catscan, D-Lusion, Joost, Kristof, Niel, No]l[aD, Promo, Rude Awakening, T-man, The Leader, The Vinyl Junk feat. MC Psycho, X-ess | Dont 2 000 Néerlandais                          | [ 69 ] |
| 1er août 2003                     | Allemagne : Raketenbasis Pydna, Kastellaun              | Thunderdome @ Nature One 2003                    | ACCT, Alex B, Baas, D-Lusion, Deimos, Demom303, Dione, Dr. Z-Vago/Negative A, E-Noid, Morbius, Orchid, Pauly, T-Man, The Raver, Tryax, Yoyok | –                                               | [ 68 ] |
| 29 juillet 2004 31 juillet 2004   | Allemagne : Raketenbasis Pydna, Kastellaun              | Thunderdome @ Nature One 2004                    | Vendredi 29 : Falk, 2-Hard & MC Double-T, Mr. Sinister, Justino, Nosferatu, Endymion, Bionic, Cremator Samedi 30 : Manga, 2-Hard, Sceletor, Beasty Boy & Da Vinci, The Viper, Panic, Dr Z-Vago, Wizard & Mc Double-T | –                                               | [ 70 ] |
| 4 août 2005 7 août 2005           | Allemagne : Raketenbasis Pydna, Kastellaun              | Thunderdome @ Nature One 2005                    | Vendredi 5 : Manga vs. T-Man, Dr Rude, D-Spirit, DaY-Már, Re-Style, Outblast, Catscan, J.D.A, Cremator Samedi 6 : Manga, The Raver, Falk, Bionic, Justino, Sceletor, 105 Kilo Maarten feat. Deimos, Endonyx, Noizefucker, Noisekick | –                                               | [ 71 ] |
| 4 août 2006 6 août 2006           | Allemagne : Raketenbasis Pydna, Kastellaun              | Thunderdome @ Nature One 2006                    | Vendredi 4 : The Raver, Manga vs. T-Man, Wizard, Dr Rude, DaY-Már, Partyraiser, Noisekick vs. Endonyx (live), Noizefucker Samedi 5 : Amitri & The Menace, Cremator, Falk, Niel, Adnoctum, Cemon Victa, Vinyl Junk, Unexist, Lunatic & Miss Hysteria, Carnage | –                                               | [ 72 ] |
| 3 août 2007 5 août 2007           | Allemagne : Raketenbasis Pydna, Kastellaun              | Thunderdome @ Nature One 2007                    | Vendredi 3 : The Raver, Cremator, Cemon Victa, D-Spirit, Vinyl Junk, Obscurity, Mindustries, Proto X, 100 Kilo Maarten, AXN vs. Up-skillz Samedi 4 : Endonyx, Garong, Giovanni, Partyraiser, Dr Rude, Nexes, Obscurity, DaY-Már, Recype, Hamunaptra, Chosen Few, Mr. Sinister & Triax, The Instructor, Adnoctum & Dios | –                                               | [ 73 ] |
| 9 septembre 2007                  | Allemagne : Aéroport de Weeze                           | Thunderdome @ Q-Base 2007                        | Buzz Fuzz, Gizmo, Neophyte, Nico e Tetta, Claudio Lancinhouse, DJ Ander, Ninetysix vs. The Hellraver & MC Jasta | –                                               | [ 74 ] |
| 1er août 2008 3 août 2008         | Allemagne : Raketenbasis Pydna, Kastellaun              | Thunderdome @ Nature One 2008                    | Vendredi 1er : Reiner, Vinyl Junk, Obscurity, Tymon, DaY-Már, Negative A, The Outside Agency Samedi 2 : Detonator, Recype, Gizmo, Crucifier, Evil Activities, Nexus, Nosferatu, Noize Suppressor, Hamunaptra, The Demon Dwarf | –                                               | [ 75 ] |
| 31 juillet 2009 2 août 2009       | Allemagne : Raketenbasis Pydna, Kastellaun              | Thunderdome @ Nature One 2009                    | Vendredi 31 : E-Ruption, Obscurity, Recype, Hamunaptra, DaY-Már, Stormtrooper, Tymon Samedi 1er : The Raver, Cremator, Mercenary, Na-Goyah, Vinyl Junk, Panic, Evil Activities, G-Town Madness, Weapon X, Nexes, The Demon Dwarf vs. E-Ruption | –                                               | [ 76 ] |
| 12 septembre 2009                 | Allemagne : Aéroport de Weeze                           | Thunderdome @ Q-Base 2007                        | – | –                                               | [ 77 ] |
| 30 juillet 2010 1er août 2010     | Allemagne : Raketenbasis Pydna, Kastellaun              | Thunderdome @ Nature One 2010                    | Vendredi 30 : E-Ruption, DBN (live), Rampage, N-Vitral, DaY-Már, Obscurity, Unexist Samedi 2 : The Raver, Recype & Mercenary, Terminal & Vavaculo, E-Ruption, Predator, D-Passion, Hamunaptra, Ear-Splitter | –                                               | [ 9 ]  |
| 14 août 2010 16 août 2010         | Belgique : Puyenbroeck, Wachtebeke                      | Thunderdome @ The Qontinent                      | Vendredi 14 : Stanton, Vince, Yves, Panic, J.D.A, Paul Elstak, Buzz Fuzz, Rob & MC Joe, Human Resource (live), The Viper, Promo Samedi 15 : E-Ruption, Predator, Tommyknocker, Endymion (live), Kristof, Art of Fighter vs. Anime, Ophidian (live), Mad Dog vs. Nosferatu, Evil Activities VS. Tha Playah, Noize Suppressor with SONAR (live), Partyraiser, Unexist, Neophyte (live)                                         | –                                               | [ 10 ] |
| 5 août 2011 7 août 2011           | Allemagne : Raketenbasis Pydna, Kastellaun              | Thunderdome @ Nature One 2011                    | Angerfist, Coffeecore, Counterfeit vs. Negative A, Distorted Revelation, E-Ruption, Earsplitter vs. Jaan, J-Roon & Kosmix, Kasparov, MC Axys, MC Justice, Obscurity, Rampage, Recype vs. The Mercenary vs. The Menace, Terminal & Vavaculo, The Raver & Cremator, Unexist | –                                               | [ 12 ] |
| 13 août 2011                      | Belgique : Puyenbroeck, Wachtebeke                      | Thunderdome @ The Qontinent 2011                 | Amnesys, Art of Fighters, D-Passion, Drokz, E-Ruption, Endymion, Enzyme X, J-Roon & Kosmix, Korsakoff, Kristof, Lady Kate, MC Jeff, MC Justice, Meccano Twins, Negative A, Noize Suppressor, Nosferatu, Ophidian, Outblast, Promo, Terminal & Vavaculo, The Outside Agency vs. Cooh, The Wishmaster | –                                               | [ 13 ] |
| 3 août 2012 5 août 2012           | Allemagne : Raketenbasis Pydna, Kastellaun              | Thunderdome @ Nature One 2012 - « You Are Star » | Vendredi 3 : Thunderdome Radio Crew, Synapse & Sei2ure, Negative-A, Day-Mar, Re-Style, Sandy Warez, Obscurity vs. Rampage Samedi 4 : The Raver vs. Cremator, Humanoise, Thunderdome Radio Crew, Buzz Fuzz, Bass-D, Evil Activities, Kasparov, J-Roon & Kosmix | –                                               | [ 78 ] |
| 12 août 2012 14 août 2012         | Belgique : Puyenbroeck, Wachtebeke                      | Thunderdome @ The Qontinent 2012                 | Samedi 13 : Terminal & Vavaculo (Thunderdome Radio Team), Kasparov, Re-Style, Nosferatu, Tommyknocker, The Viper, Angerfist, Partyraiser, Negative Audio (live), DaY-Mar Dimanche 14 : Bountyhunter, DJ Rob and MC Joe, 50% Dreamteam (Buzz Fuzz et Dano), Bass-D, DJ Waxweazle, The Shadowlands Terrorists, Paul Elstak, Mental Theo, Neophyte                                                                              |                                                 | [ 79 ] |
| 8 septembre 2012                  | Allemagne : aéroport de Weeze                           | Thunderdome @ Q-Base 2012                        | Bass-D, Buzz Fuzz, Drokz, Endymion, Mad Dog, Negative-A, Neophyte, Nosferatu, Ophidian, Partyraiser | –                                               | [ 80 ] |
| 13 octobre 2012                   | Italie : discothèque « Club Florida », Ghedi            | Thunderdome on Tour - Italy                      | Mainstage - scène principale : Partyraiser, Art of Fighters (live), Tha Playah, Ophidian (live), Drokz, Meccano Twins, Kasparov, Alien T Early hardcore : 75% of the Dreamteam (Buzz Fuzz, Dano, Gizmo), Tellurian a.k.a. Leviathan, The Stunned Guys, Kuz Industrial et frenchcore : The DJ Producer, Goetia (live), Sirio (live), Twilight vs. Jackall (live), Backlash, Unscarred, Koney, Milla, Hodemar, Kaali vs. Bazzu | –                                               | [ 81 ] |
| 10 novembre 2012                  | Suisse : Sportcenter, Huttwil                           | Thunderdome on Tour - Switzerland                | Da Mouth of Madness, DMS, Giuly, Mad Dog, MC Justice, Neophyte (live), Nico & Tetta, Partyraiser vs. Unexist, Promo, The DJ Producer, The Stunned Guys | –                                               | [ 82 ] |
| 13 décembre 2024 14 décembre 2024 | Belgique : Sportpaleis Antwerp (Anvers)                 | Thunderdome 2024 Omega-Alpha                     | Alpha (13 décembre) : Bass-D, Buzz Fuzz, Critical Mass, DJ Rob, DJ Yves, Da Mouth Of Madness, Marc Acardipane, Lenny Dee, Franky Jones, The Viper, Neophyte vs. Tha Playah, DJ Promo, Ruffneck Omega (14 décembre) : Angerfist, AniMe, Dither, Mad Dog, DRS, Drokz, Nosferatu, Partyraiser vs. Spitnoise, The Outside Agency, Sefa                                                                                           | – (capacité de 23 000 places ; à guichet fermé) | ,      |

## Événements annulés
| Date           | Lieux               | Nom                                     | Line-up                                                                 | Réfs   |
| -------------- | ------------------- | --------------------------------------- | ----------------------------------------------------------------------- | ------ |
| 21 août 1999   |                     | Thunderdome Outdoor                     |                                                                         | [ 39 ] |
| 1er avril 2000 | Flanders Expo, Gand | Thunderdome 2000: Hardcore Resurrection | Bonzai Classic Trax (live), Lady Dana, Oliver Chesler, Rob, The Prophet | [ 39 ] |

## Accueil
L'événement The Sourthern Edition se déroule en Belgique en 1997. Il en est tiré une vidéo de 90 min qui sera commercialisée. Certains extraits de cette vidéo sont réutilisés en 2015 pour le clip de Barcode Population, titre du groupe du même nom sorti sur l'album De Niro is Concerned de la DJ russe Nina Kraviz.
La soirée Malice to Society, organisée en 2004, est favorablement accueillie par ses visiteurs. Malgré un set décrit comme techniquement décevant de la part de Korsakoff, ou caricatural pour Paul Elstak, de très belles prestations se sont égrenées au fil de la soirée animée par Drokz. Les prestations de DJ D, Ophidian, DJ Vince et Jappo ont notamment été très remarquées.